# Pisachoides impudica
Pisachoides impudica är en insektsart som beskrevs av Victor Antoine Signoret 1853. Pisachoides impudica ingår i släktet Pisachoides och familjen dvärgstritar. Inga underarter finns listade i Catalogue of Life.